# Monte Heha
Il Monte Heha (2.684 m s.l.m.) è la montagna più alta del Burundi. Si trova nella catena dei Monti Mitumba.